# Thủy quỳnh
Hydrocleys nymphoides là một loài thực vật có hoa trong họ Alismataceae. Loài này được Carl Ludwig Willdenow mô tả khoa học đầu tiên năm 1806 dưới danh pháp Stratiotes nymphoides trên cơ sở công bố trước đó của Alexander von Humboldt & Aimé Jacques Alexandre Bonpland. Năm 1871 Franz Georg Philipp Buchenau chuyển nó sang chi Hydrocleys.